# Resolució 1753 del Consell de Seguretat de les Nacions Unides
La Resolució 1753 del Consell de Seguretat de les Nacions Unides fou adoptada per unanimitat el 27 d'abril de 2007. El Consell de Seguretat aixeca la prohibició de més de tres anys d'importació de diamants procedent de Libèria, aplaudint la cooperació del Govern amb el "Procés de Kimberley", un mecanisme creat per evitar que els anomenats "diamants de sang" arribin als mercats mundials.

## Detalls
En virtut del capítol VII de la Carta de les Nacions Unides, el Consell va aixecar les mesures sobre diamants imposades a la resolució 1521 (2003), per la qual tots els estats haurien d'impedir la importació directa o indirecta de tots els diamants en brut des de Libèria fins al seu territori, tant si aquests diamants s'originaven en aquest país com si no (vegeu el comunicat de premsa SC/7965 de 22 de desembre de 2003).
Segons el text d'avui, la terminació es revisaria en 90 dies, després de l'examen de l'informe del Grup d'Experts de les Nacions Unides sobre el tema i un informe del "Procés de Kimberley" sobre l'aplicació de Libèria del seu règim de certificat d'origen proposat.
L'esquema de certificació del procés de Kimberley de 2000 amb el suport de les Nacions Unides va ser dissenyat per protegir la indústria del diamant legítim, aturant la comercialització de "diamants de conflicte" o "diamants de sang": les pedres precioses comercialitzades pels rebels o els seus aliats per finançar la violència. La iniciativa ara regula la producció i la importació de diamants en 70 països.
El tràfic de diamants il·lícits es considera una de les causes fonamentals de les guerres civils a Libèria des de 1989, així com del conflicte brutal de 10 anys a la veïna Sierra Leone que va acabar el 2001. També s'ha acusat als diamants de sang per finançar guerres en altres països africans, incloses Angola, Costa d'Ivori i la República Democràtica del Congo.